# 古墓派
古墓派，金庸筆下一個虛擬的武學門派。在《神雕俠侶》一書中，古墓派位於「活死人墓」裡面，也就是終南山上，與全真教毗鄰。原本並未有古墓派這個名字，乃是「赤練仙子」李莫愁因不肯永居活死人古墓内而叛出師門，在江湖上闖出了名堂，才開始有古墓派這個稱呼。而古墓派因為表面門規絕情棄欲，名聲不顯。雖然如此，古墓派的名聲在小龍女在大勝關上戰勝蒙古國師金輪法王後，名聲大傳。古墓派的武功以輕功爲主。

## 活死人墓

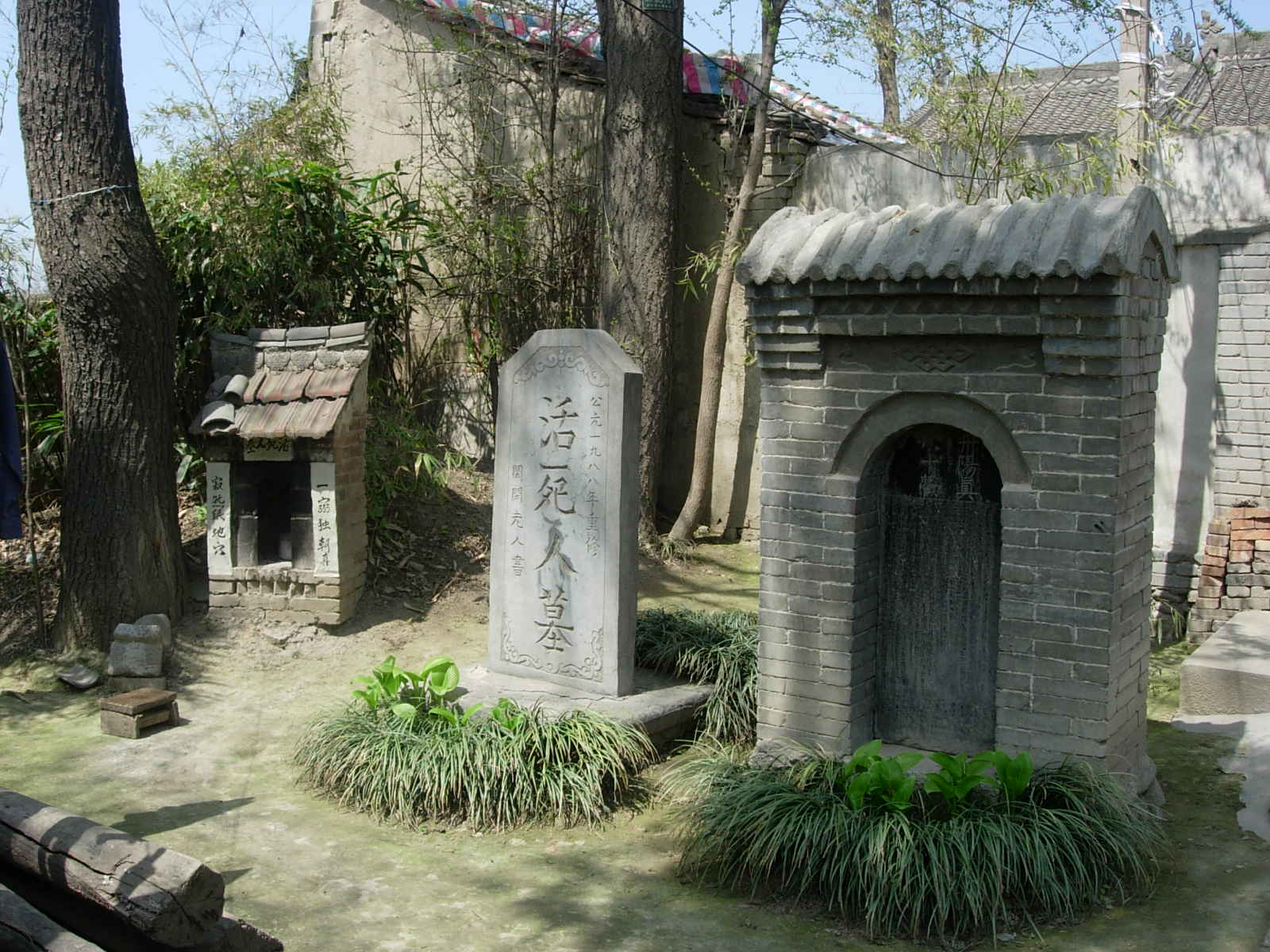
活死人墓

活死人墓是全真教的創教始祖「中神通」王重陽建造的，當時他為了對付金國，就以此墓作為放置軍備倉庫，後抗金失敗，以此倉庫為墓而居，自稱活死人。林朝英十分愛王重陽，曾和他比試以贏得此墓，逼他出家為道士節慾，自己住在古墓裡嘗試絕情棄欲，卻又苦練雙修功夫，只盼二人結為連理，同生共死。

## 古墓派教育與終極誓言
表面門規絕情棄欲、看淡生死，門人必須立誓，終身不得踏出墓門，除非有不知此門規的男人願意為她而死，則可下山。

## 古墓派武功
小龍女之祖師林朝英將她的武學功夫傳給了她的丫鬟，她的丫鬟又傳給了小龍女和她的師姐李莫愁。古墓派的武學功夫以《玉女心經》最為上乘，是林朝英將其畢生武學融會貫通，為克制全真武功所創。在墓中有一張「寒玉床」，睡在上面可以修習內功，甚至療傷。要練《玉女心經》的話必須兩人一起練，並且要在空曠之處解開衣服修練，因為練玉女心經之時，全身會散發熱氣且隨時都有岔氣走火入魔危險，需要兩人互助合修方能順利修煉。
古墓派武學 :
- 玉蜂針
- 冰魄銀針
- 玉女劍法
- 美女拳法
- 天羅地網勢
- 玉女心經
- 玉女素心劍法
- 銀索金鈴索法

小龍女所會武功:
- 玉女劍法
- 美女拳法
- 全真劍法
- 銀索金鈴索法
- 玉蜂針
- 冰魄銀針
- 天羅地網勢
- 玉女素心劍法
- 玉女心經
- 九陰真經
- 雙手互博

李莫愁所會武功:
- 玉女劍法
- 美女拳法
- 冰魄銀針
- 天羅地網勢
- 赤練神掌
- 三無三不手

楊過所會武功:
- 玉女劍法
- 美女拳法
- 銀索金鈴索法
- 玉蜂針
- 天羅地網勢
- 玉女心經
- 黯然銷魂掌
- 蛤蟆功
- 彈指神通
- 打狗棒法
- 玄鐵劍法
- 九陰真經
- 解穴法
- 獅吼功
- 玉簫劍法
- 全真劍法
- 玉女素心劍法
- 逆轉經脈

## 玉女功養生法門
古墓派玉女功養生修鍊之「十二少，十二多」正反要訣：「少思、少念、少欲、少事、少語、少笑、少愁、少樂、少喜、少怒、少好、少惡。行此十二少，乃養生之都契也。多思則神怠，多念則精散，多欲則智損，多事則形疲，多語則氣促，多笑則肝傷，多愁則心懾，多樂則意溢，多喜則忘錯昏亂，多怒則百脈不定，多好則專迷不治，多惡則焦煎無寧。此十二多不除，喪生之本也。」

## 古墓派人物
- 林朝英（祖師爺）

林朝英的丫鬟(小龍女師父)
孫婆婆
李莫愁
洪凌波
陸無雙
小龍女
楊過
《倚天屠龍記》中楊姓黃衫女子 